# Eretmapodites mattinglyi
Eretmapodites mattinglyi is een muggensoort uit de familie van de steekmuggen (Culicidae). De wetenschappelijke naam van de soort is voor het eerst geldig gepubliceerd in 1961 door Hamon & van Someren.